# Loma de los Contreras
Loma de los Contreras är en ort i Mexiko.   Den ligger i kommunen Totutla och delstaten Veracruz, i den sydöstra delen av landet, 230 km öster om huvudstaden Mexico City. Loma de los Contreras ligger 1 033 meter över havet och antalet invånare är 118.
Terrängen runt Loma de los Contreras är kuperad. Runt Loma de los Contreras är det ganska tätbefolkat, med 214 invånare per kvadratkilometer. Närmaste större samhälle är Huatusco de Chicuellar, 14,6 km sydväst om Loma de los Contreras. I omgivningarna runt Loma de los Contreras växer huvudsakligen savannskog.